# Confini del Suriname

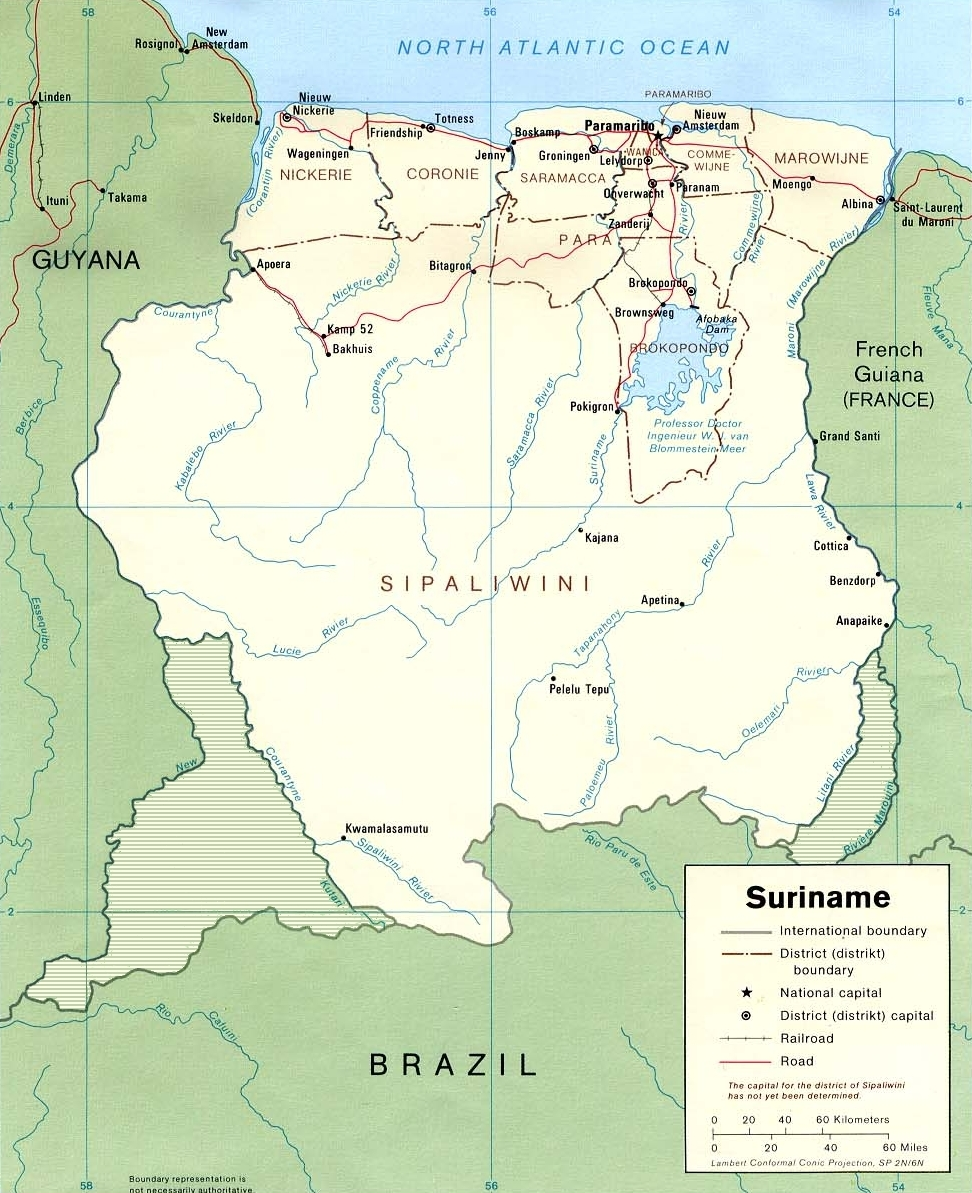
Suriname con le aree contese.

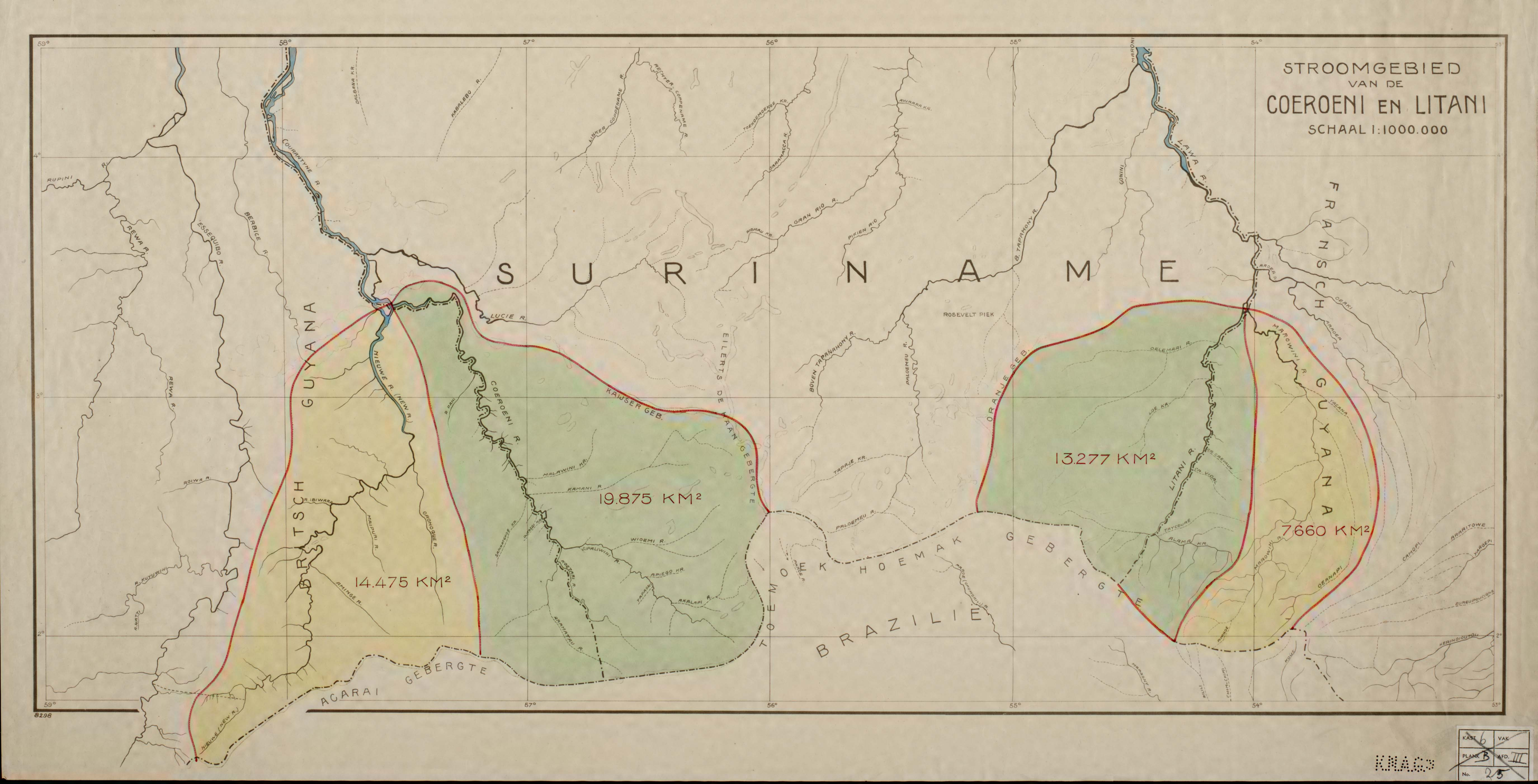
Mappa dettagliata delle aree contese.

I confini del Suriname sono costituiti da confini terrestri con tre paesi: Guyana, Brasile e Francia (via Guyana francese). I confini con Guyana e Francia sono contesi, mentre il confine con il Brasile è fisso dal 1906.

## Confine orientale

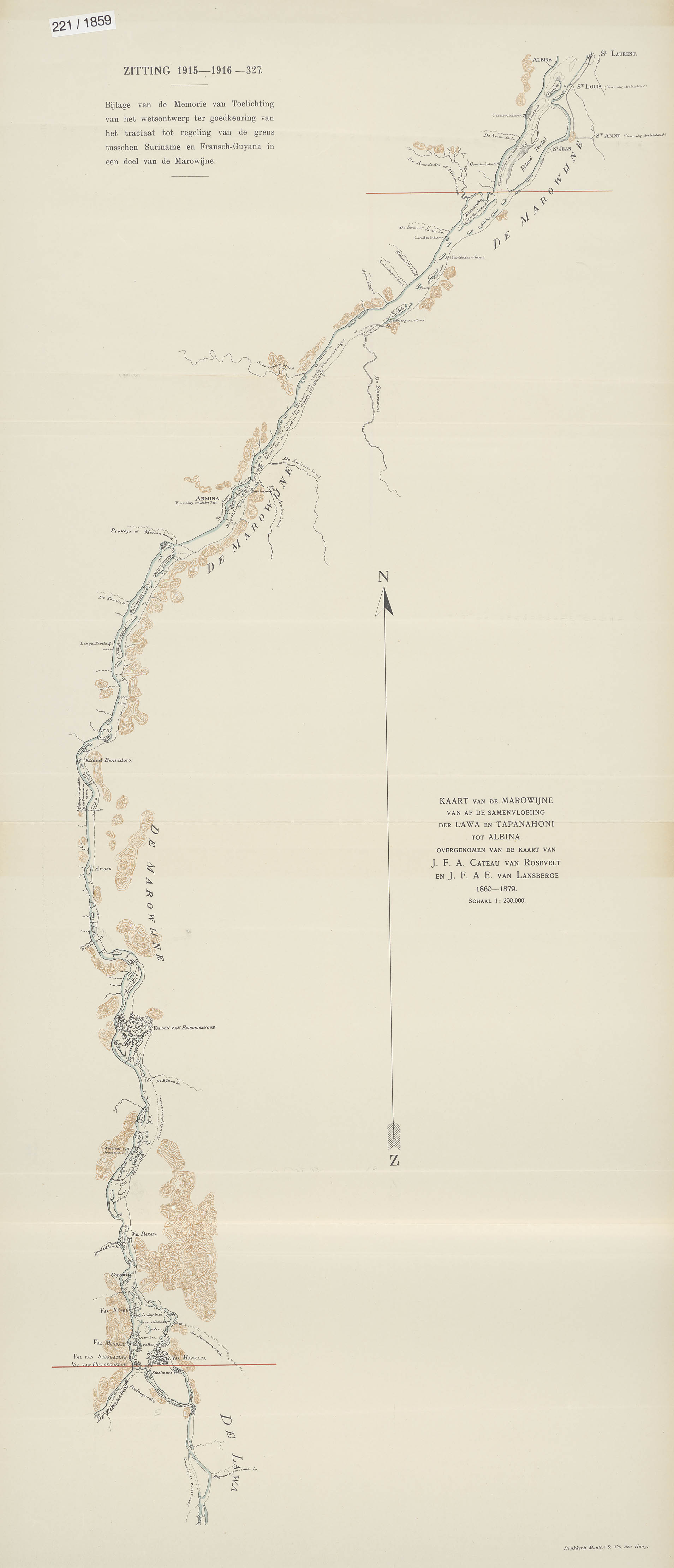
La sezione del fiume Maroni su cui i Paesi Bassi e la Francia hanno concluso un trattato di confine nel 1915

Nel 1860, da parte francese, fu posta la questione su quale dei due affluenti del fiume Marowijne (chiamato anche Maroni e Marowini) fosse la sorgente, e quindi il confine. Una commissione mista franco-olandese venne nominata per riesaminare la questione. La parte olandese della commissione era composta da JH Baron van Heerdt tot Eversberg, JFA Cateau van Rosevelt e August Kappler. Luits Vidal, Ronmy, Boudet e il dr. Rech componevano la parte francese. Nel 1861 furono effettuate delle misurazioni che produssero il seguente risultato: il Lawa aveva una portata di 35.960 m3 / minuto ad una larghezza di 436 m; il Tapanahony aveva una portata di 20.291 m3 / minuto ad una larghezza di 285 m. Di conseguenza, il fiume Lawa era la sorgente del fiume Maroni.
Non ci furono problemi con questa decisione fino al 1885, quando la scoperta dell'oro nell'area tra il Lawa e il Tapanahony creò un nuovo conflitto di confine. Il 29 novembre 1888 Francia e Paesi Bassi raggiunsero un accordo per risolvere il conflitto mediante un arbitrato. Lo zar Alessandro III di Russia, in qualità di arbitro, decise che il Lawa fosse la sorgente dei Maroni, e che quindi dovesse essere considerato il confine. I Paesi Bassi e la Francia conclusero un trattato di confine su questa sezione del fiume il 30 settembre 1915.
Tuttavia, questa decisione creò un altro problema su quale fosse la sorgente del Lawa. I Paesi Bassi consideravano il Marowini (il fiume affluente orientale) la sorgente del Lawa; i francesi consideravano il Litani, situato più a ovest, la sorgente del Lawa. Questo problema non è stato ancora risolto.
Il Litani ha origine nei monti Tumuk Humak a circa 2½° N 55° W; lungo il suo percorso è alimentato dal Koele Koelekreek, dal Lokekreek, dal Mapaonikreek e dall'Oelemari.
Il Marowini ha pure la sua fonte nei monti Tumuk Humak, a circa 2° N, 54° W ed assorbe, tra gli altri, anche il Koelebreek.

## Confine occidentale

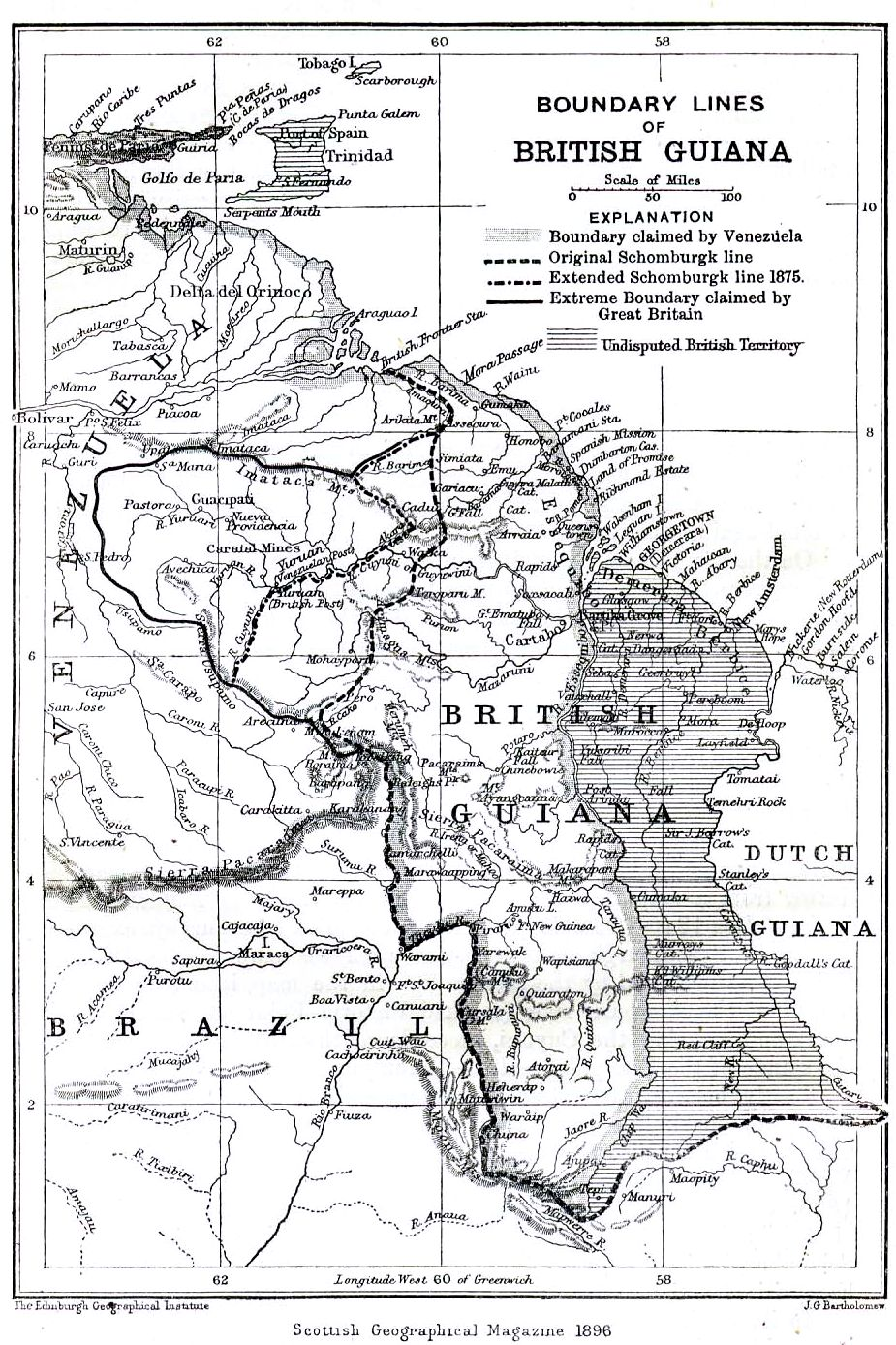
I confini della Guyana britannica secondo l'indagine Schomburgk

Secondo un accordo tra il governatore del Suriname Cornelis van Aerssen van Sommelsdijck e il governatore di Berbice Abraham van Pere — entrambi all'epoca erano colonie olandesi — il confine tra le due colonie era situato a Devil Creek, tra il fiume Berbice e il fiume Courantyne. Nel 1799, tuttavia, il governatore di Berbice Abraham Jacob van Imbijze van Batenburg e il governatore del Suriname Jurriaan François de Friderici firmarono un accordo in cui la sponda occidentale del fiume Courantyne era delimitata come confine. Tutte le isole del Courantyne, così come la postazione di Orealla, erano considerate in Suriname. Poiché il trattato anglo-olandese del 1814 restituì il Suriname al dominio olandese nei confini del 1º gennaio 1803, il Courantyne divenne il nuovo confine tra la Guyana britannica e il Suriname.

### New River Triangle
Robert Schomburgk nel 1840 esaminò i confini della Guyana britannica. Prendendo il fiume Courantyne come confine, salpò fino a quello che riteneva la sua sorgente, il fiume Kutari, per delineare il confine. Nel 1871, tuttavia, Charles Barrington Brown scoprì il New River o Upper Courantyne, che è la sorgente del Courantyne. Nacque così la disputa del New River Triangle.
Il tribunale che si occupava della crisi venezuelana del 1895 assegnò anche il New River Triangle alla Guyana britannica. I Paesi Bassi, tuttavia, sollevarono una protesta diplomatica, sostenendo che il New River, e non il Kutari, doveva essere considerato come la fonte del Courantyne e il confine. Il governo britannico nel 1900 replicò che la questione era già stata risolta dalla lunga accettazione del Kutari come confine.
Nel 1936 una commissione mista istituita dai governi britannico e olandese accettò di assegnare l'intera larghezza del fiume Courantyne al Suriname, come previsto dall'accordo del 1799. Il confine marittimo territoriale sarebbe stato prolungato di 10° dal punto n. 61, 3 nmi (6 km) dalla riva. Il New River Triangle, tuttavia, fu completamente assegnato alla Guyana. Il trattato che trasformava questo accordo in legge non fu mai ratificato a causa dello scoppio della seconda guerra mondiale.
Nel 1936 il rappresentante olandese Conrad Carel Käyser firmò un accordo con i rappresentanti britannici e brasiliani, posizionando la giunzione a tre punti vicino alla sorgente del fiume Kutari.
Desiderando chiudere la questione del confine prima che la Guyana britannica ottenesse l'indipendenza, il governo britannico riprese i negoziati nel 1961. La posizione britannica affermava "la sovranità olandese sul fiume Corentyne, una linea di 10° che divide il mare territoriale e il controllo britannico sul New River Triangle". I Paesi Bassi risposero con una richiesta formale del New River Triangle, ma con un confine del talweg nel fiume Courantyne (quest'ultima posizione non è mai stata ripetuta da alcun governo del Suriname). Non furono presi accordi e la Guyana divenne indipendente con i suoi confini irrisolti. Nel 1969 si verificarono schermaglie di confine tra le forze della Guyana e le milizie del Suriname. Nel 1971 i governi del Suriname e della Guyana concordarono a Trinidad di ritirare le forze militari dal Triangolo. La Guyana occupa ancora una parte del territorio del Suriname nel sud-ovest del paese e da lì svolge azioni di gestione.

### Disputa marittima
Anche il confine marittimo è stato a lungo conteso tra Guyana e Suriname e ha portato nel 2000 a schermaglie tra gli esploratori di petrolio della Guyana e la guardia costiera del Suriname. La Guyana rivendicava un confine sul thalweg del fiume Courantyne (probabilmente ispirato alla posizione olandese del 1962) e una linea di 35° dal verso nord, dalla foce del fiume. Il Suriname rivendicava la sovranità su tutta la larghezza del Courantyne e su una linea divisoria di 10°. Alla fine fu convocato un tribunale di cinque membri della Corte permanente di arbitrato, secondo le regole stabilite nell'allegato VII della Convenzione delle Nazioni Unite sul diritto del mare, che nel 2007 stabilì un proprio confine, che differiva dalle pretese di entrambe le parti. Il confine marittimo è stato finalmente risolto con un arbitrato internazionale. Il tribunale ha assegnato la sovranità su tutta la larghezza del Courantyne al Suriname e ha anche assegnato al Suriname un confine marittimo territoriale di 10° 3 nmi (6 km) dalla riva, secondo l'accordo del 1936. Il resto del confine marittimo territoriale, che si estende per 12 nmi (22 km) dalla riva secondo il diritto internazionale moderno e il confine che separa le Zone Economiche Esclusive di entrambi i paesi è stato assegnato secondo il principio dell'equidistanza.

## Confine meridionale
Il confine meridionale con il Brasile è descritto nel trattato di Limiti del 1906 come "formate dal confine francese Guiana francese al confine britannico Guiana britannica, la linea dello spartiacque (spartiacque) tra il bacino amazzonico a sud e i bacini dei fiumi che sfociano nel nord fino all'Oceano Atlantico". Il confine descritto nel trattato era il risultato di un processo arbitrale che era stato guidato dal re Vittorio Emanuele III d'Italia. Il trattato fu firmato a Rio de Janeiro il 5 maggio 1906. Il Brasile e i Paesi Bassi hanno ratificato il trattato nel 1908.